# První arabsko-izraelská válka
První arabsko-izraelská válka (v Izraeli uváděná jako válka za nezávislost, hebrejsky מלחמת העצמאות‎, milchemet ha-acma'ut, v arabském světě jako النكبة‎, an-nakba (katastrofa)) je první ze série arabsko-izraelských konfliktů, která vypukla po odchodu britských vojsk z Palestiny a vyhlášení samostatného židovského státu 14. května 1948, když na území nově vzniklého státu vpadla vojska jeho arabských sousedů, kteří jasně deklarovali úmysl Izrael zlikvidovat. Válka mezi Izraelem a Jordánskem, Egyptem, Irákem, Libanonem, Sýrií, Jemenem (omezená účast) a Saúdskou Arábií (omezená účast) skončila postupným uzavřením příměří, s Egyptem 24. února 1949, Libanonem, Jordánskem a Sýrií do konce července 1950.
Za vítěze války je většinou považován Izraelský stát, který uhájil svou existenci proti sousedním arabským státům a získal i část území, jež mělo podle plánu OSN tvořit palestinský stát, nepodařilo se mu však ovládnout celý Jeruzalém, tj. včetně Starého Města. Arabům jako celku se nepodařilo splnit vlastní cíle, totiž zničení Izraele a vytvoření nezávislého arabského státu, ale existenci Izraele neuznaly. Z území Izraele v důsledku války uteklo odhadem 400–800 tisíc arabských obyvatel. Pokud bychom však arabskou stranu nepovažovali za jednolitý celek, má válka ještě jednoho jasného vítěze: Zajordánsko, které dosáhlo všech svých cílů, když ovládlo a anektovalo celý Západní břeh Jordánu a část Jeruzaléma.

## Na cestě k válce

### Dělení Blízkého východu po první světové válce
Po porážce Osmanské říše v první světové válce bylo území zaujímající dnešní státy Izrael, Jordánsko, Libanon, Sýrie a Irák rozděleny vítěznými mocnostmi (Spojené království a Francie) podle dohody uzavřené již 16. května 1916 jako Sykes–Picotova dohoda. Podle této dohody mělo území dnešního Libanonu a Sýrie připadnout do sféry Francie, ostatní pak Velké Británii. Konference v San Remu (18.–26. duben 1920) více méně potvrdila rozdělení středního východu do zájmových sfér mezi Francii (Sýrie, Libanon) a Velkou Británii.
4. prosince byla uzavřena konečná dohoda o podobě hranic, přičemž hranicemi britského mandátu Palestiny byly de facto nynější hranice Izraele a Jordánska. Tento mandát byl na konferenci v San Remo přiřčen Velké Británii také jako oblast pro zřízení „Židovské národní domoviny“, což byl termín, který byl poprvé užit v Balfourově deklaraci z roku 1917, ve které Velká Británie formálně přislíbila podporu vytvoření židovské samosprávy na území Palestiny. Mandát byl roku 1921 rozdělen na Západní Palestinu a Východní Palestinu (Zajordánsko), které bylo roku 1922 přiřčeno emíru Abdalláhovi z hášimovské dynastie. V roce 1923 bylo francouzské mandátní správě v Sýrii postoupeno území dnešních Golanských výšin. Územím, se kterým mohli sionisté počítat pro vytvoření národní domoviny, se tak stal pás mezi řekou Jordán a Středozemním mořem.

### Arabské nepokoje ve 20. letech 20. století

#### Nepokoje v roce 1921
Poměrně záhy vypukly v oblasti celého Blízkého východu nepokoje. Arabové se cítili Brity a Francouzi podvedeni, neboť text Sykes–Picotovy dohody jim sliboval samostatný arabský stát, k jehož vytvoření několik let po válce stále nedošlo, naopak Francie rozdrtila pokus o nezávislost v Sýrii, kde se do čela povstání postavil král Fajsal. Roku 1921 vypukly nepokoje v Jaffě, které se rychle rozšířily na venkov. Srážky si vyžádaly čtyřicet sedm mrtvých Židů a čtyřicet osm mrtvých Arabů a vedly k zavedení kvót pro židovské přistěhovalce. Zároveň tyto nepokoje ještě umocnily vzrůstající odpor Arabů k sionistům a k židovskému přistěhovalectví. V roce 1921 byl navíc vrchním muftím Jeruzaléma (nejvyšší náboženskou autoritou muslimů v Palestině a zároveň vysokým vládním úředníkem schopným zastupovat palestinské Araby) zvolen Hadž Amín al-Husejní, vášnivý arabský nacionalista a nesmiřitelný odpůrce sionismu.

#### Nepokoje v roce 1929
24. září 1928 (den před Jom Kipur) vypukly v Jeruzalémě nepokoje, jejichž záminkou bylo postavení zástěny mezi muži a ženami u Západní zdi. Arabové to označili za narušení stanoveného pořádku a obvinili Židy ze snah zmocnit se Chrámové hory. Muftí zorganizoval stavební práce v těsném sousedství zdi, aby byly narušeny židovské modlitby. Po zdlouhavých jednáních oznámil až 11. června 1929 vysoký komisař pro Palestinu John Chancellor, že Židé mají právo na nerušené bohoslužby a že stavební práce mohou pokračovat, pokud nebudou narušovat modlitby, což bylo rozhodnutí, se kterým nebyli spokojeni ani Židé, ani Arabové. 16. srpna požádala židovská pravicová mládežnická skupina o svolení pořádat mírový pochod ke Zdi, což jim bylo Chancellorovým zástupcem Harry Lukem povoleno. To vyvolalo reakci ze strany Arabů, kteří zorganizovali pod vedením muftího ozbrojené demonstrace ve Starém Městě. 24. srpna v poledne napadly davy ozbrojených Arabů židovské čtvrti v Jeruzalémě a násilí se rozšířilo do ostatních oblastí země. Pozdě odpoledne téhož dne napadl dav židovskou čtvrť v Hebronu a bylo zavražděno šedesát sedm lidí (viz Hebronský masakr). Pořádek se podařilo nastolit až 28. srpna, kdy násilí zasáhlo i další města, jako Haifu nebo Jafo, a 133 Židů bylo mrtvých a 399 zraněných. Arabové měli 87 mrtvých a 91 zraněných.

### Třicátá léta
Třicátá léta byla poznamenána nástupem nacismu v Německu a s ním související židovskou imigrací do Palestiny, kterou poprvé tvořilo větší procento německých a středoevropských Židů (v roce 1939 to bylo dokonce 71%). V Palestině Hitler získal na popularitě mezi Araby mj. i díky svému nepřátelskému postoji k sionismu a k Židům. Nacistická propaganda zesílila svou činnost na Blízkém východě a v muftím a jeho stoupencích získala spojence proti Britům i Židům. V letech 1936–1939 v Palestině probíhalo arabské povstání. 26. září 1937 byl zavražděn skupinou arabských útočníků v Nazaretu Lewis Y. Andrews, okresní komisař pro Galileu. Mandátní správa nato vyhlásila nejpřísnější opatření za celou dobu své existence a jedním z následků bylo i sesazení muftího z jeho úřadu a rozkaz k jeho deportaci, jakož i zrušení Nejvyšší muslimské rady a Arabského vyššího výboru. Boje od října 1937 až do července 1938 si vyžádaly několik tisíc mrtvých, arabské nepravidelné bojůvky podnikaly útoky na civilisty i na britské vojáky, na autobusové i železniční linky, jakož i atentáty na představitele klanu Našašibí, jenž byl v nepřátelském stavu vůči klanu Husejní.

#### Hagana a židovské bojové organizace
Jako výsledek nepokojů ze začátku dvacátých let byla ustanovena tajná polovojenská organizace Hagana (obrana). Spadala pod socialisticky orientovanou stranu Achdut ha-avoda (základ pozdější strany Mapaj a dnešní Strany práce). Hagana nebyla prvním pokusem o vytvoření obranné organizace (tou byl již ha-Šomer (strážce) z počátku 20. století působící již za osmanské nadvlády), byla však zdaleka nejúspěšnější a stala se základem pozdější izraelské armády. Po několika měsících převzala dohled nad Haganou odborářská organizace Histadrut, která se také starala o její financování od sionistického kongresu. Největší přínos pro Haganu znamenali její polní velitel Jicchak Sade a britský důstojník Orde Wingate. Oba zastávali teorii preventivních útoků vedoucích k eliminaci nepřítele, tzv. „aktivní obrana“. Wingateovy „noční čety“ prosluly přepady táborů a vesnic, ve kterých se skrývali muftího rebelové, a záškodnickými akcemi dokonce až v Libanonu a Sýrii. Hagana na rozdíl od ostatních organizací mohla počítat s finanční i materiální podporou Světového sionistického kongresu, jakož i Židovské agentury (Sochnut), hlavního orgánu sionistické organizace v Izraeli. Členové Hagany často působili v legálních policejních jednotkách pod dohledem Britů nazvané Ghaffir, které sloužily pro Haganu jako krytí.
Další z židovských organizací, které působily v Palestině, byl ארגון צבאי לאומי (בארץ ישראל)‎, Irgun cva'i le'umi (be-erec Jisra'el), Národní vojenská organizace (v zemi Izrael) zvaná též jen Irgun (ארגון‎) nebo Ecel (אצ״ל, podle počátečních písmen). Irgun byl vojenským křídlem revizionistického křídla sionistického hnutí založeného Vladimirem Žabotinským. Metody Irgunu se často nelišily od metod jeho arabských protivníků. Zahrnovaly sabotáže, pokládání bomb, útoky a přepady ze zálohy. Pro tyto praktiky je Irgun často označován za teroristickou organizaci. Jeho největší teroristickou akcí byl útok na hotel King David.
17. července 1940 se od Irgunu oddělila skupina, která požadovala radikálnější postup a to především proti Britům, které považovala za hlavní nepřátele. Tato skupina se nazvala לוחמי חירות ישראל‎, Lochamej cherut Jisra'el, Bojovníci za svobodu Izraele, známý též pod zkratkou Lechi (לח״י) nebo podle svého vůdce Avrahama Sterna Sternův gang. Lechi byla teroristická organizace, zodpovědná za vraždy britských představitelů, např. lorda Moyneho, útoky na vlaky, bombové útoky proti arabským civilistům, útoky na britská kasárna nebo vraždu hraběte Folke Bernadotta. Během některých operací za války v roce 1948 spolupracovala s Irgunem, např. na masakru vesnice Dejr Jásín.

#### Arabské bojové organizace
Arabové byli ze začátku jen málo organizovaní a nepokoje probíhaly živelně, postupem času ale byly nepokoje stále častěji plánovány dopředu a akce proti židovským osadám i proti orgánům mandátní správy vyžadovaly náročnější organizaci. Jednou z organizací byla Černá ruka (Al-kaf al-aswád), kterou založil a vedl šejch Izz ad-dín al-Kassám. Jeho organizace byla aktivní především při nepokojích roku 1929. Někteří členové této organizace se aktivně podíleli na protižidovských útocích i po smrti svého velitele roku 1935, kdy byl britskými vojáky poblíž Džanínu obklíčen a zastřelen. Roku 1936 byla založena jako tajná organizace Armáda svatého džihádu (Džajš al-džihád al-muqaddas), která úzce spolupracovala s muftím a účastnila se války v roce 1948.

### Peelova komise a Bílá kniha

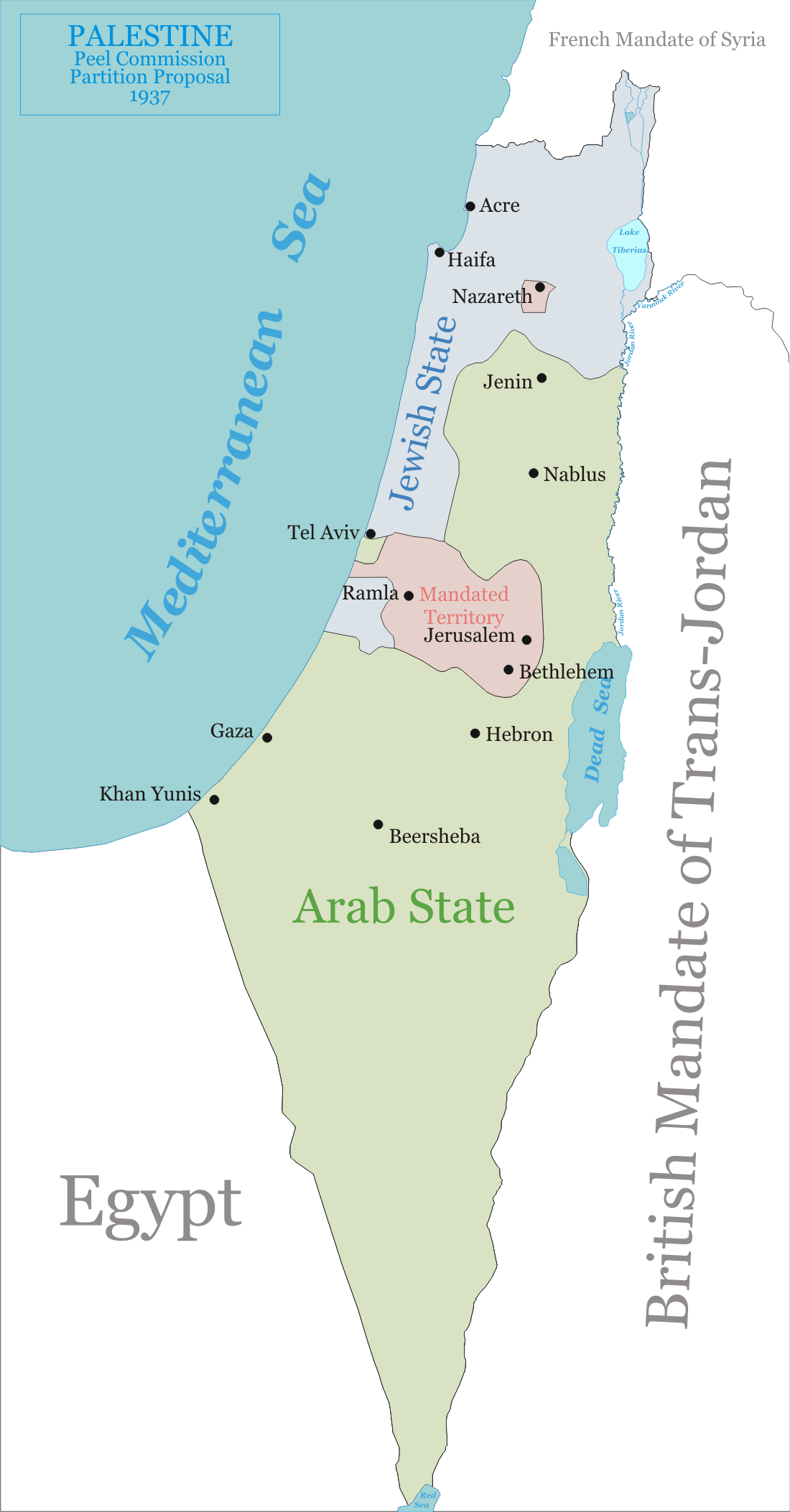
Plán na rozdělení Palestiny podle Peelovy komise z roku 1937

V roce 1937 pověřila britská vláda lorda Peela a jeho komisi, aby vypracovala zprávu ohledně případného rozdělení mandátu na židovský a arabský stát. Plán počítal s rozdělením demografickým, ale členové komise učinili řadu kompromisních a sporných rozhodnutí. Přímořská oblast, která byla obývaná především Židy, tak měla připadnout židovskému státu, avšak jeho součástí měla být i Galilea, kde byly poměry židovského a arabského obyvatelstva přinejmenším vyrovnané. Na druhou stranu do předpokládaného arabského státu spadalo jak celé rozsáhlé území Samaří, Judska a Negevu, tak i téměř ryze židovský Tel Aviv. Celé území bylo dále rozděleno dvěma mezinárodními enklávami, a to jeruzalémským koridorem s přístupem k moři a nazaretskou enklávou.
Arabský vyšší výbor vedený muftím tento plán na rozdělení odmítl. Jeho rozhodnutí následovala většina palestinských Arabů. Jedinou výjimkou byli arabští křesťané, kteří se ke zprávě vyjadřovali dvojznačně. Sionistický kongres po bouřlivém jednání, kdy revizionistická frakce návrh odmítla, nakonec návrh na rozdělení mandátu a ustavení státu v hranicích vytčených Peelovou komisí přijal. V důsledku nepokojů na konci třicátých let ale Velká Británie nakonec od rozdělení mandátu upustila a Peelův plán se tak neuskutečnil.
9. listopadu 1938 britská vláda označila Peelův plán rozdělení za neproveditelný. O dva dny později vyšla Bílá kniha, dokument, ve kterém britská vláda připouštěla, že jejím záměrem nikdy nebylo zřízení židovského státu, a už vůbec ne na území celého mandátu Palestina. Plán vlády počítal se vznikem nezávislého státu do deseti let, během kterých mělo být židovské přistěhovalectví zregulováno kvótami na 10 000 ročně pro každý rok z následujících pěti let (+ dalších 25 000 uprchlíků). Po období pěti let a 75 000 přistěhovalcích měla být jakákoli další židovská imigrace bez souhlasu Arabů zakázána, okamžitý zákaz se vztahoval na prodej jakékoli půdy Židům. Arabský vyšší výbor plán přijal (byť s některými výhradami), sionistické organizace jej odmítly jako celek. Bílá kniha znamenala konec přátelských vztahů i mezi umírněnými sionisty (Chajim Weizmann) a britskou vládou. Řada sionistů obvinila později autora knihy Malcolma MacDonalda z nepřímého zavinění smrti evropských Židů během holokaustu.

### Palestina za druhé světové války
Již v roce 1940 plánovala britská vláda rekrutovat Židy a Araby do praporů pod Royal East Kent Regiment anglicky „Palestine Buffs“. Do těchto pluků se mnoho Arabů nepřihlásilo a tak byly některé prapory čistě židovské. Zpočátku byly využívány na ženijní a nebojové práce nebo jako pozemní personál u RAF. Později bylo několik desítek vojáků přijato k pilotnímu výcviku. Idea rekrutování Židů byla podporována sionistickým hnutím již od první světové války a nakonec vyústila v založení Židovské brigády v rámci britské armády, která operovala v Evropě od roku 1944 až do roku 1945. Během druhé světové války se Palestina dostala do přímého ohrožení v létě 1942, když polní maršál Erwin Rommel a jeho Afrikakorps dobyl rozsáhlá území v severní Africe a dostal se až do Egypta. Toto ohrožení vedlo ke vzniku zvláštních úderných rot v rámci Hagany, nazvaných „Plugot machaz“, zkráceně Palmach. Bojovníci Palmachu se osvědčili i během nasazení proti vichistickému režimu v Sýrii, kdy jejich arabsky mluvící členové narušovali komunikace a zásobovací linie. V jejích řadách sloužila řada pozdějších důstojníků izraelské armády jako Moše Dajan nebo Jigal Alon.

#### Vražda Lorda Moyna
Hagana se během války soustředila více na ilegální přistěhovalectví do Palestiny, než na útoky proti Arabům, což se nedá říci o Lechi nebo Irgunu. Lechi začala organizovat útoky proti Britům s tendencí, která byla cizí dokonce i Irgunu. Vůdce a zakladatel Lechi Avraham Stern (Ja’ir) byl údajně z dob studií v Itálii ovlivněn Mussolinim v jeho anglofobii. Dokonce se pokoušel navázat kontakt s německým vyslancem v Sýrii Wernerem Otto von Hentigem a přemluvit jej ke spolupráci proti Britům. Jeho nabídky byly nacisty ignorovány. Během války byla Lechi odříznuta od finančních zdrojů a své finance tak mj. získávali z bankovních loupeží a vybírání výpalného, i mezi Židy. V roce 1942 byl Stern zastřelen policií. V roce 1944 zavraždili příslušníci Lechi v Káhiře Waltera Edwarda Guinesse, prvního barona Moyne. 10. ledna 1945 byli oba pachatelé usvědčeni a oběšeni. Sionistické hnutí se od vraždy distancovalo a odsoudilo ji, Hagana a Irgun vydaly řadu příslušníků Lechi britské policii. Přesto vražda znamenala velké ochlazení vztahů s britskou Churchillovou vládou a znamenala i ochladnutí Churchillových sympatií k sionismu.

### Konec mandátu a rozdělení Palestiny

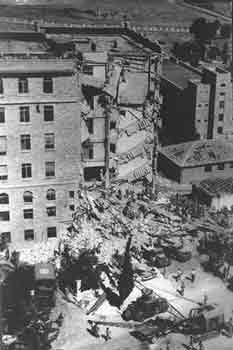
King David Hotel po explozi

Po skončení války se situace zdánlivě navrátila k předválečnému stavu. Sionisté požadovali uvolnění židovského přistěhovalectví, Arabové naopak zakročení proti sionistickým aspiracím. Velká část sionistického hnutí se Brity cítila podvedena, neboť doufala ve změnu jednání poté, co židovští dobrovolníci bojovali v britské armádě. Ve snaze přimět Brity k řešení se radikálnější křídlo Hagany uchýlilo k formě případného ozbrojeného odporu vůči Britům. Za tímto účelem se snažila koordinovat činnost Hagany, znovuobnoveného Irgunu a Lechi. Hagana provedla sérii sabotáží po celé Palestině, což vyprovokovalo britský zátah v sobotu 29. června 1946 („černý Šabat“), během kterého bylo zatčeno mnoho členů Hagany i Židovské agentury. Do protibritského tažení se zapojil Irgun v čele s Menachemem Beginem, pozdějším izraelským premiérem, a Lechi. V reakci na Černou sobotu se Begin rozhodl k nezávislé akci, kterou se stal útok na hotel King David, při kterém bylo vyhozeno do povětří celé jedno křídlo hotelu, ve kterém sídlil odbor kriminálního vyšetřování, a který si vyžádal 91 obětí – Britů, Arabů a Židů. Irgun dále útočil na transporty, posádky a kasárny. Rozsah a síla útoku na hotel King David byl jedním z hlavních důvodů, proč Britové složili svou správu nad mandátem a předali věc k rozsouzení nově založené OSN.

#### Rozdělení mandátu

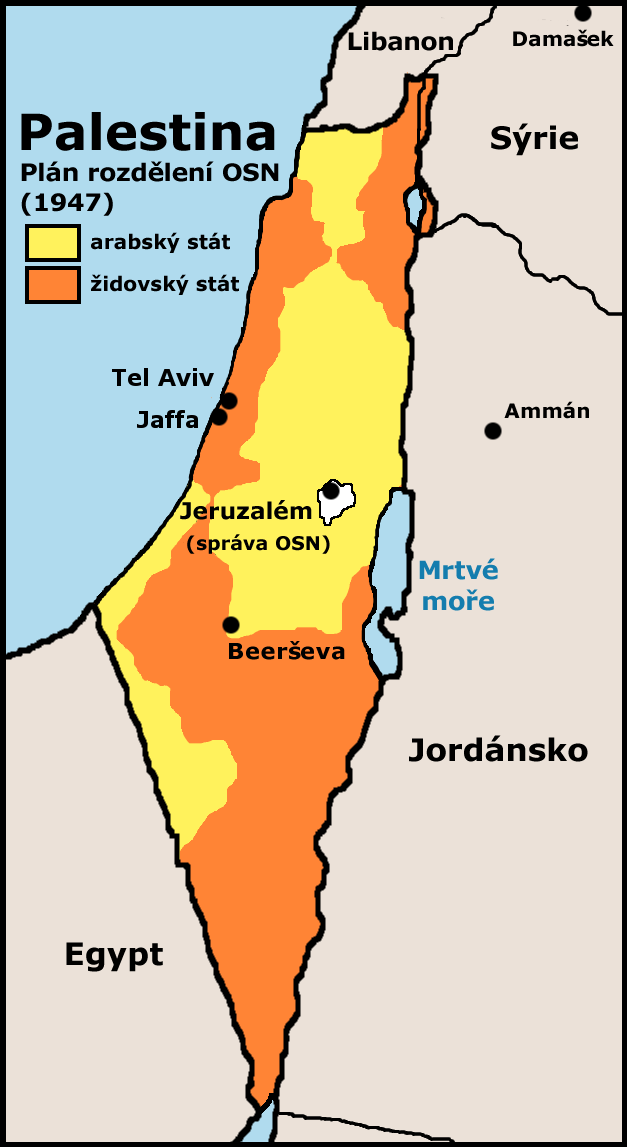
Plán OSN na rozdělení britského mandátu Palestina z r. 1947

13. května 1947 byla Valným shromážděním OSN ustavena Zvláštní komise OSN pro Palestinu (UNSCOP). Tu tvořili zástupci Austrálie, Československa, Guatemaly, Indie, Íránu, Jugoslávie, Kanady, Nizozemska, Peru, Švédska a Uruguaye. Po několika měsících UNSCOP doporučil rozdělení na dva nezávislé státy. 13. října 1947 toto doporučení podpořil i Sovětský svaz a o několik dní později i USA, údajně v reakci na informaci z 9. října, kdy Arabská liga dala svým členským státům instrukce k rozmístění vojsk na hranicích Palestiny. 29. listopadu 1947 byl Valnému shromáždění OSN předložen plán na rozdělení. Podle něj měl arabský stát zaujímat 7 200 km2, 804 000 Arabů a 10 000 Židů, židovský pak 8 800 km2 (velkou část z tohoto území tvořila neobývaná Negevská poušť), 538 000 Židů a 397 000 Arabů. Jaffa měla patřit k arabskému státu. Jeruzalém a přilehlé okolí tvořil mezinárodní enklávu uprostřed arabského státu. Jednotlivé části arabského státu měly být spojeny koridory. Státy měly sdílet telegrafickou, poštovní, železniční a silniční síť a měnu. Nadto měl židovský stát platit každý rok arabskému 4 miliony liber podpory (z důvodu předpokládané vyšší technické vyspělosti). Rezoluce byla přijata většinou 33 hlasů proti 13.

#### Reakce na rozdělení
Zatímco sionistická organizace plán na rozdělení přijala (byť s nechutí, neboť se vzdávala Jeruzaléma jako předpokládaného hlavního města), arabská strana plán nekompromisně odmítla. V arabském světě vypukly po oznámení výsledků nepokoje vůči Židům. Nepokoje, při nichž bylo zabito několik desítek Židů a řada obydlí a synagog vypáleny, propukly jak v Aleppu v Sýrii, tak i v Adenu v Jemenu. V Palestině vyhlásil Arabský vyšší výbor stávku od 2. do 4. prosince 1947.

### Britská evakuace a začátek občanské války v Palestině

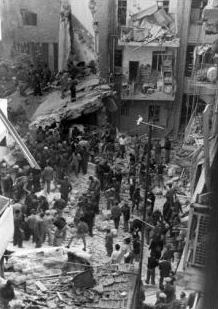
Následky útoku na ulici Ben Jehuda v západním Jeruzalémě z 22. února 1948. Útok si vyžádal 58 mrtvých a 123 zraněných

V důsledku emocí předcházejících konci britského mandátu se v Palestině v letech 1947–48 rozpoutala občanská válka mezi Židy a Araby, která se v měsících a týdnech před koncem mandátu zostřovala a kromě izolovaného násilí a teroristických útoků nabývala ráz konvenční války.
2. prosince přijaly členské státy Arabské ligy ustanovení o zřízení Arabské osvobozenecké armády. Na jaře 1948 již tyto jednotky čítaly kolem 7000 mužů, jejich polním velitelem byl Fawzí al-Kawuqdží. I přesto ale nedošlo k žádnému sjednocení arabských sil. Kawuqdžího jednotky nepodléhaly muftího jednotkám a vládla mezi nimi silná rivalita. Stejně tak Kawuqdží neposkytl podporu Abd al-Qadrovi (příslušníku klanu Husajní), který byl následně zabit během židovského prolomení obklíčení Jeruzaléma. Frakcionalismus a vzájemné soupeření tak ochromilo schopnosti Arabů účinně bojovat proti židovským jednotkám.
Během postupné evakuace Palestiny docházelo velmi často k tomu, že Britové předávali Arabům své policejní stanice, eventuálně harmonogram jejich vyklizení, stejně tak jako zbraně a munici. K tomu došlo např. v Safedu, Beisanu (Bejt Šean), Latrunu, Kastelu a jinde. Na jaře již byl Jeruzalém odříznut od spojení s Tel Avivem.
Židé získávali zbraně především z poválečné Evropy, nezanedbatelnou roli hrály dodávky zbraní z tehdejšího Československa, jakož i dodávky letadel a výcvik vojáků a pilotů v Československu (např. letadla Avia S-199). Omezené dodávky zbraní se podařilo i přes embargo propašovat z USA (např. 4 bombardéry B-17) nebo od některých sympatizujících britských vojáků, nebo dokonce i od Arabů, kteří za vysoké ceny prodávali opuštěné britské zbraně komukoli. Svou roli sehrála i improvizace a vlastní výroba zbraní a jejich originální adaptace v tajných dílnách Hagany. Hlavním dodavatelem však zůstalo Československo, kde působil jako prostředník Ehud Avriel.
Během jara 1948 již mezi Haganou a arabskými jednotkami propukla otevřená válka, ve které měly arabské síly navrch. Hagana se proto rozhodla přejít do ofenzívy (Operace Nachšon), i když riskovala možný střet s britskými jednotkami. Obklíčení Jeruzaléma bylo prolomeno 21. dubna, po dvoudenní bitvě obsadily židovské oddíly Haifu a arabské obyvatelstvo, které do té doby tvořilo těsnou většinu obyvatelstva, uprchlo. V noci z 9. na 10. května byla Palmachem po několika marných pokusech dobyta citadela v Safedu, středisku Horní Galileje. Arabské obyvatelstvo z města poté uprchlo. Pád Safedu byl pro Araby žijící v Horní Galileji šokem a řada z nich začala kvapně opouštět své domovy. Do 14. května tak byla Galilea, přímořská planina a Jafo v rukách Židů. Arabové většinou uprchli do Libanonu nebo Sýrie, část z nich pak do samařských hor.

#### Dejr Jásín, Kfar Ecijon a konvoj na Mount Scopus

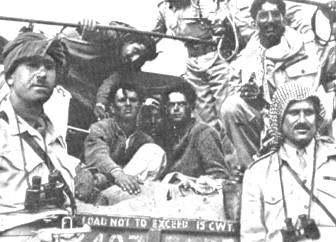
Abdulláh Tel (napravo) s kapitánem Chikmatem Mihjarem (nalevo) s dvěma přeživšími masakru v Kfar Ecijon

Jednou z nejtemnějších stránek této války jsou masakry civilistů, které se odehrály na obou stranách. 9. dubna 1948 byla během akcí organizovaných kvůli obnovení průchodnosti jeruzalémského koridoru napadena jednotkami Irgunu a Lechi arabská vesnice Dejr Jásín (viz Masakr Dejr Jásin). Ironií osudu tato vesnice nedlouho předtím uzavřela přátelství se sousední židovskou obcí Giv'at Ša'ul. Během útoku bylo zabito zhruba 100–200 mužů, žen a dětí, přeživší pak byli příslušníky Irgunu a Lechi předváděni v Jeruzalémě a byla údajně plánována jejich poprava, které zabránili až obyvatelé Giv'at Ša'ulu, kteří vzali přeživší pod svou ochranu a zabezpečili jim bezpečný odchod do Jordánska. Ačkoli tento masakr odsoudili jak představitelé izraelské vlády, tak Hagany (velitel jeruzalémského okrsku David Šaltiel chtěl původně vůdce útoku nechat zastřelit, poté ovšem svůj záměr odvolal, neboť obě skupiny potřeboval pro boje v Jeruzalémě), přesto zůstává stále skvrnou celé války. Paradoxně zbraně poskytla Irgunu a Lechi právě Hagana, aby jí tyto organizace pomohly v bojích kolem Jeruzaléma.
O tři dny později byl na cestě mezi Novým městem a horou Scopus Araby zmasakrován konvoj sedmdesáti sedmi židovských lékařů a sester mířící do nemocnice Hadassa.
13. května, den před vyhlášením nezávislosti, byl Arabskou legií podporovanou místními arabskými dobrovolníky, dobyt blok kibuců Guš Ecion. Celkem 157 obránců kibucu bylo zabito, z toho padesát bylo zavražděno davem až poté, co se vzdali. Masakr v Guš Ecijon přežili pouze čtyři lidé.

## Průběh války

### První fáze – 14. květen až 11. červen 1948

15. května až 10. června 1948

14. května odpoledne, po vyhlášení nezávislosti Izraele (s Davidem Ben Gurionem jako premiérem) překročily armády okolních arabských zemí hranice Izraele a začala oficiálně válka. Hagana se stala legitimní izraelskou armádou. Plán intervence arabských vojsk byl následující:
- Syrská a libanonská armáda obsadí Tiberias, Safed a Nazaret.
- Irácká armáda a zajordánská Arabská legie provedou útok jižně od Genezaretského jezera a společně se Syřany a Libanonci obsadí Haifu.
- Egyptská armáda bude postupovat z jihu od Gazy směrem na Tel Aviv.

Plány byly pozměněny po obsazení Galileje Haganou, nicméně arabští vůdci sledovali rozdílné zájmy. Král Abdalláh sledoval obsazení Palestiny a její sjednocení se Zajordánskem a především eliminaci muftího, s nímž byl v nepřátelském stavu. Král Farúk z Egypta na válce neměl příliš velký zájem, stejně tak jako Libanon. Arabský plán, který vypadal velkolepě na papíře a pro nějž měla arabská strana všechny předpoklady jej beze zbytku naplnit, se v praxi ukázal jako totální fiasko.

#### Severní fronta
Syrský postup se zastavil u kibucu Deganja u jižního cípu Genezaretského jezera poté, co na postupující tanky vypálila dvě děla typu, který byl užíván v prusko-francouzské válce z let 1870-71. Koordinace postupu neexistovala, stejně tak jako vzájemná komunikace mezi veliteli jednotlivých armád. Syřané se po odražení u Deganji soustředili na udržení východního břehu Genezaretského jezera, aby si udrželi nároky na vodní zdroje.

#### Centrální fronta

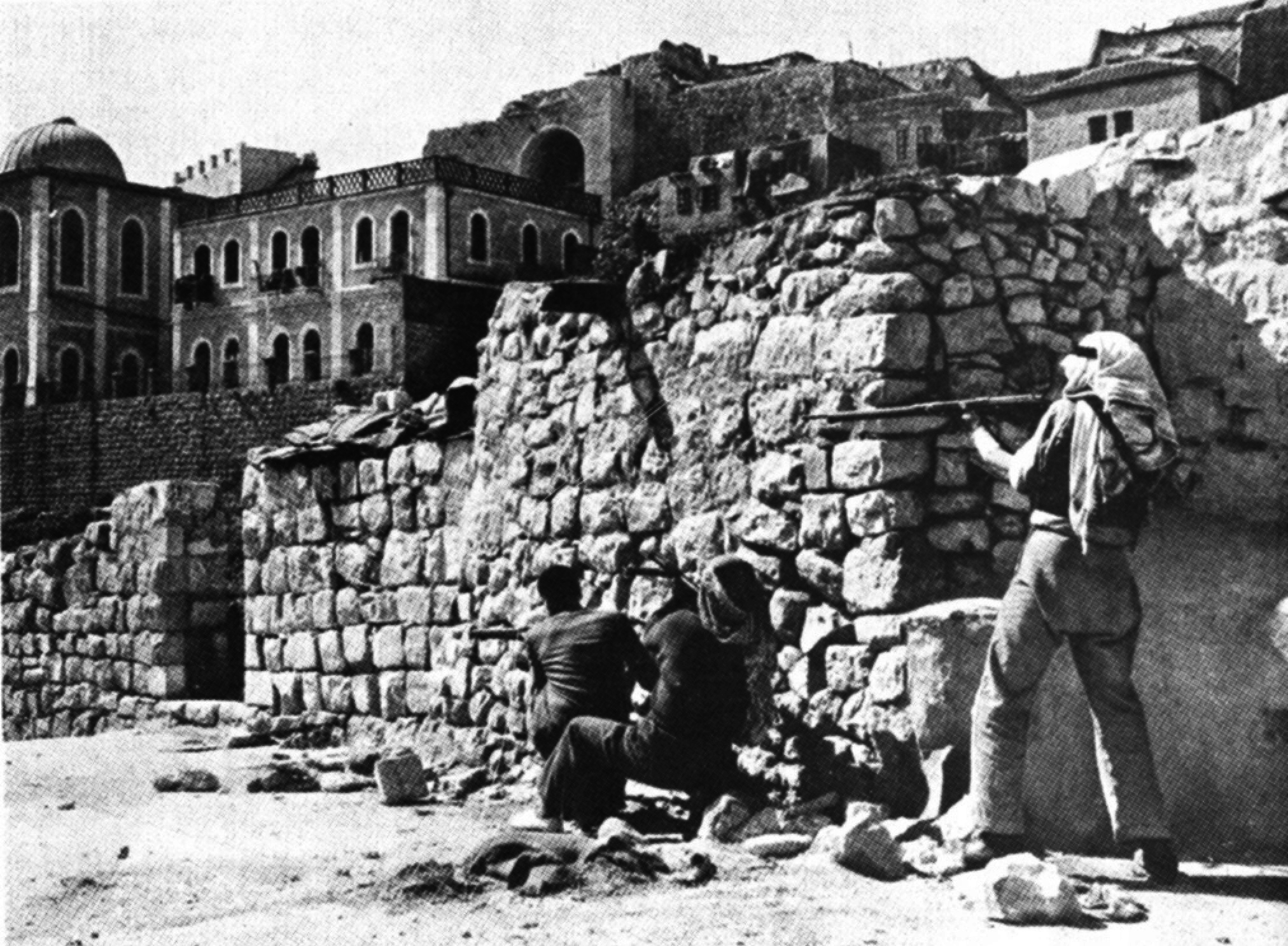
Arabská legie v Jeruzalémě

Nejschopnější vojenskou jednotkou na straně Arabů byla Brity vycvičená Arabská legie, vedená Johnem Bagotem Glubbem, zvaným „Glubb Paša“. Jeho jednotky operovaly společně s iráckými podpůrnými jednotkami v centrální Palestině a kolem Jeruzaléma, na který na rozkaz krále Adulláha soustředil svou bojovou činnost. Iráčané byli rozmístěni v trojúhelníku Tulkarm – Džanín – Nábulus. 28. května Hagana obsadila severní část pohoří Gilboa a druhého června podnikla útok na Džanín. Tento útok byl ale odražen, stejně jako druhý o dva dny později, přesto ale Iráčané na Izraelce nezaútočili a zůstali ve svých pozicích až do příměří 11. června. Během května zaútočil Glubb s téměř 4 000 legionářů na Jeruzalém a obklíčil jej. Nové město bylo postiženo těžkým ostřelováním. Útok legie na severní část Jeruzaléma skončil 28. května po bojích u čtvrti Me’a Še’arim, kde byl zastaven, avšak téhož dne padla židovská čtvrť Starého města. Její kapitulace byla velkým šokem pro Izrael. Zároveň Arabská legie držela Latrun, strategickou výšinu kontrolující silnici Tel Aviv – Jeruzalém. Opakované pokusy ji dobýt skončily pro Izraelce ztrátami a neúspěchem. Aby bylo možné Jeruzalém zásobovat, byla vybudována zcela nová komunikace, stranou od arabských pozic, pro kterou se vžil název „Barmská cesta“. 9. června bylo možné zásobovat Jeruzalém pitnou vodu, potravinami a zbraněmi.

#### Jižní fronta

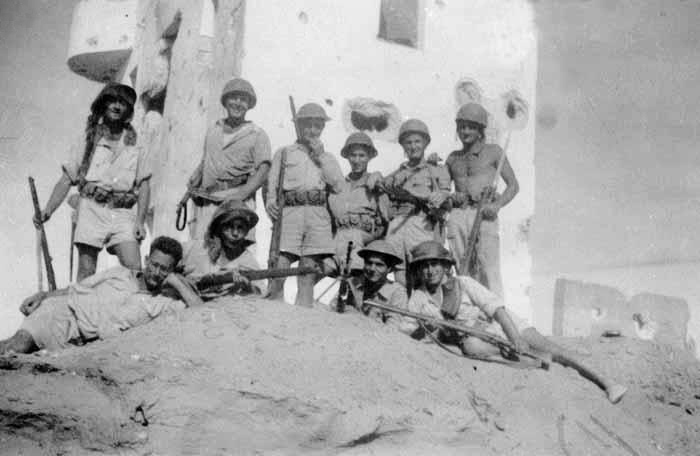
Izraelští vojáci v Nirimu

Egyptské síly v Palestině v této fázi války čítaly zhruba 10 000 mužů. Egypťané byli rozděleni do dvou brigád, z nichž druhá postupovala podél pobřeží na Tel Aviv, čtvrtá postupovala vnitrozemím směrem Beer Ševa – Hebron. Čtvrtá brigáda prošla Beer Ševou a Hebronem (oblastmi obývanými Araby) až do Betléma, který jí byl postoupen Arabskou legií a proti jižnímu předměstí Jeruzaléma, kibucu Ramat Rachel. Tento kibuc byl pak 20. května vzat útokem. Během čtyř dní byl kibuc pětkrát dobyt soupeřícími stranami, až nakonec zůstal v rukách příslušníků Irgunu. Druhá brigáda postoupila až na vzdálenost 26 km od Tel Avivu. 29. května Jigael Jadin podnikl s vojskem zhruba poloviční síly noční útok na bok egyptské armády, čímž ji uvedl ve zmatek, a zároveň svolal tiskovou konferenci, na které oznámil, že se podařilo rozdělit egyptské síly. Tento psychologický tah zabral a Egypťané se začali stahovat.

### První příměří
Dne 11. června 1948 bylo uzavřeno první příměří. Situace Izraele byla i přes úspěchy na severu kritická, neboť Egypťané ovládali téměř celý jih Izraele a izolovali osady v Negevu, jejich dělostřelci mohli ostřelovat Tel Aviv i Jeruzalém. Jeruzalém byl obklíčen a jeho situace byla nadále vážná. Ačkoli příměří zakazovalo vyzbrojovat oběma válčícím stranám nové jednotky, tento zákaz nebyl respektován a zvlášť Židé využili příměří k doplnění zbraní (většinou z Československa). Vážná situace byla i na straně arabských armád. Vojáci byli vyčerpaní a řada arabských velitelů si uvědomovala nemožnost porazit Židy bez centrálního velení a koordinace válečných operací. Ani během příměří nedošlo ke spojení arabských sil, které tou dobou čítaly 45 000 mužů.

#### Incident s lodíAltalena
Během příměří došlo k vážnému incidentu uvnitř Izraele. Loď Irgunu Altalena připlula 20. června u Tel Avivu. Její náklad tvořily zbraně a asi 500 uprchlíků. David Ben Gurion schválil přistání Altaleny, ale Irgun požadoval, aby dvacet procent zbraní připadlo jeho jednotkám. To Ben Gurion odmítl jako porušení suverenity izraelské vlády. Mezi armádou a Irgunem došlo k přestřelce a Altalena byla potopena. Spolu s ní zahynulo i 12 mužů posádky a sedmdesát vojáků. Akt, který mohl vyústit v občanskou válku, nakonec upevnil pozici Ben Guriona, který prosadil i přes silný nesouhlas transformaci Hagany a Palmachu v regulérní armádu, která měla na konci příměří 60 000 mužů.

### Druhá fáze – 8. až 18. červenec 1948
Během deseti dnů mezi koncem prvního a počátkem druhého příměří využil Izrael svou přípravu a provedl sérii převážně úspěšných akcí, které významně rozšířily jeho území. Na jihu započali Egypťané s vojenskými akcemi již 8. července útokem na kibuc Negba, den před vypršením příměří. O den později, 9. července, Izrael zahájil ofenzivu. Operace An-Far ani následná Operace Mavet la-poleš zásadně nezměnila poměr sil. Egypťané nadále kontrolovali západovýchodní koridor od pobřeží do Judských hor, čímž od souvislého území židovského státu oddělovali Negev.
Na severu proběhla pro Izraelce mimořádně úspěšná operace Dekel, během níž obsadili po tvrdých bojích Nazaret a okolí a zahnali bojovníky Arabské osvobozenecké armády. Izraelské jednotky tak ovládly celou Dolní Galileu. Proti syrské armádě mířila Operace Broš, která skončila bez větších změn frontových linií (malé syrské předpolí západně od řeky Jordán).

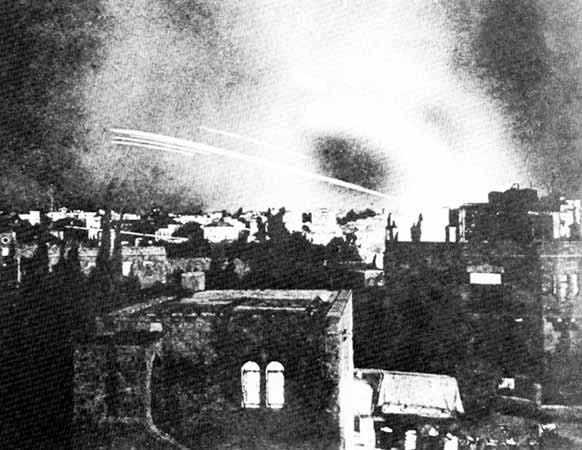
Ostřelování Jeruzaléma

Velkým úspěchem skončila Operace Danny. Izrael obsadil dvě důležitá arabská města na trase Tel Aviv-Jeruzalém, konkrétně Lyddu (Lod) a město Ramla. Arabské obyvatelstvo většinou z obsazených území prchalo ve strachu před masakry. Během tohoto období byla Izraelci promarněna velká šance na dobytí Latrunské výšiny. První útok z 15.-16. července selhal, druhý, který byl podpořen tanky typu Cromwell (18. července) byl po slibném začátku vinou nedorozumění mezi posádkami odvolán. Latrun tak zůstal v arabských rukou až do roku 1967.
Další operací byla operace Kedem, která měla za úkol obsadit východní část Jeruzaléma a Staré město. Útok měl být veden skrze Novou bránu (Irgun), Jaffskou bránu (Lechi) a Sijónskou bránu (Hagana). Útok, který proběhl 17. července před vyhlášením příměří, selhal – pouze Irgunu se podařilo probít se skrze Novou bránu do Starého města, ale narazil na tuhý odpor. V pět hodin ráno David Šaltiel odvolal jednotky z útoku a nařídil zastavit palbu. Jeruzalém tak zůstal rozdělen na východní a západní část dalších devatenáct let.

### Druhé příměří – 18. červenec 1948 až 15. říjen 1948

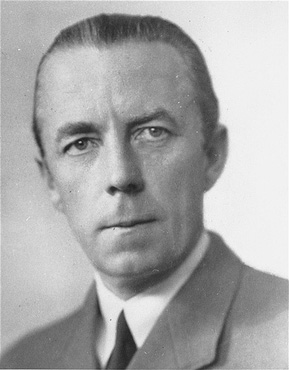
Hrabě Folke Bernadotte (1895-1948)

Po několika pokusech bylo uzavřeno 18. července druhé příměří. Zmocněnec OSN hrabě Folke Bernadotte měl sjednat podmínky nové mírové smlouvy. Tato smlouva měla vrátit Negev pod arabskou vládu a měla být anektována Zajordánskem. Západní Galilea měla být přiznána židovskému státu a letiště v Lodu se mělo stát součástí mezinárodní zóny. Jeruzalém (včetně Nového města) měl být postoupen Zajordánsku se zajištěním plné autonomie židovského obyvatelstva. Zároveň se měli vrátit všichni uprchlíci, eventuálně jim měla být přiznána kompenzace. Tento plán byl s neskrývaným rozhořčením zamítnut oběma válčícími stranami (kromě Zajordánska, které bylo jediným státem, jemuž Bernadottův návrh vyhovoval, nicméně i král Abdalláh musel Bernadottův návrh na nátlak okolí odmítnout). Bernadotte poté odjel do Švédska, aby se 16. září vrátil s novým návrhem – Jeruzalém bude mezinárodní zónou, celá Negev, Lod a Ramla připadne Arabům, celá Galilea Židům. Také tento návrh byl oběma stranami odmítnut. O den později, 17. září, byl Folke Bernadotte zavražděn, pravděpodobně příslušníky Lechi.

### Třetí fáze – 15. říjen 1948 až 20. červenec 1949

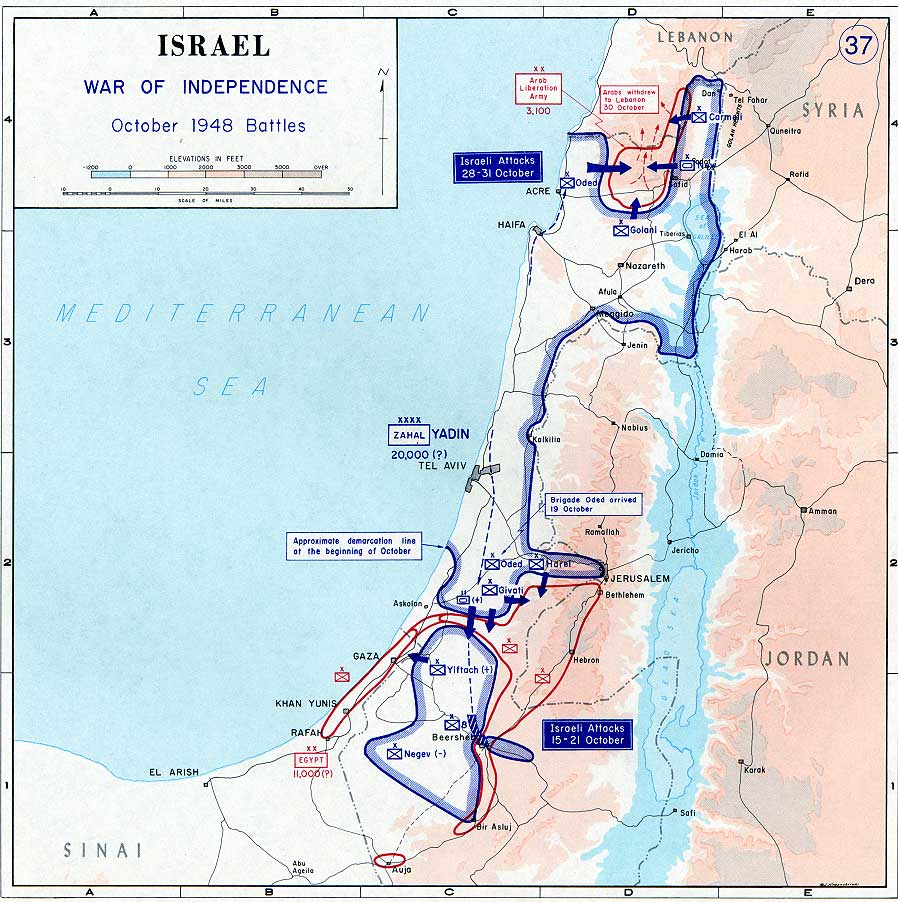
Říjnové operace

Sympatie, které získal Bernadottův plán mezi politiky západních zemí po zavraždění jeho autora, byly zvláště v Izraeli sledovány s neskrývanými obavami. Bylo rozhodnuto podniknout při první příležitosti akci na vyčištění Negevu od egyptské armády. Tohoto úkolu se ujal Jigal Alon, kterému se podařilo „propašovat“ celou brigádu do egyptského týlu. Příležitost se naskytla 15. října, kdy Izraelci se svolením OSN vyslali neozbrojený konvoj přes Egypťany kontrolované území jako zásobování odříznutých osad. Po předstíraném útoku na konvoj, který Izrael použil jako záminku pro přerušení příměří, zahájil Alon ofenzívu proti egyptským silám na jihu Izraele. Do 22. října, kdy vešlo v platnost nové příměří, bylo 3000 egyptských vojáků v obklíčení u Fálúdži a Izraelci obsadili Beer Ševu. Egyptská armáda se evakuovala námořní cestou ze západního Negevu.
Dokonce ani v této chvíli neučinili představitelé arabských států jediný pokus o sjednocení. Egyptská vláda svolala loutkovou „celopalestinskou vládu“ se sídlem v Egyptem ovládané Gaze, Abdalláh svolal vlastní shromáždění v Ammánu, kde byla vláda v Gaze odmítnuta a označena za nevítanou na hašemitském území. 1. prosince se sešla konference v Jerichu, na níž byla přijata rezoluce požadující sjednocení Palestiny a Zajordánska pod Abdalláhovou vládou v Jordánské království. Abdalláh tuto rezoluci přijal a anektoval území okupovaná Arabskou legií v Palestině a změnil název své země na Arabské hašemitské království Jordánsko. Tato konference byla v Egyptě okamžitě odsouzena a účastnící obou zemí se několikrát vzájemně uvrhli do klateb.

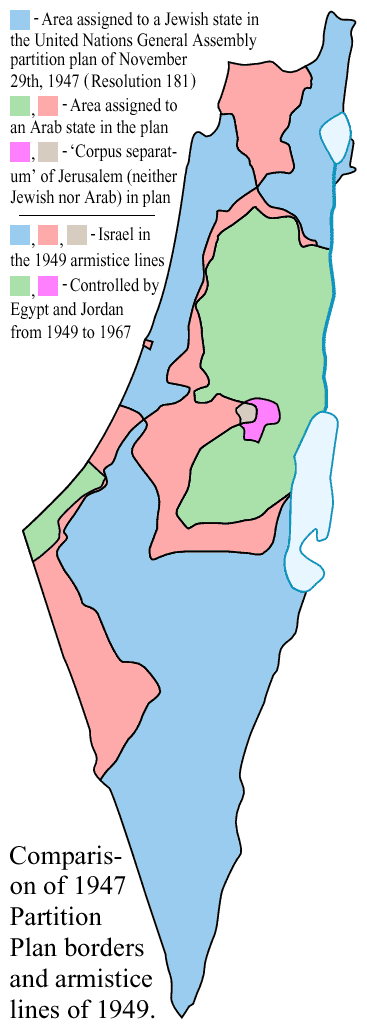
Území předpokládané OSN ve srovnání s linií příměří z r. 1949

Během listopadu a prosince pokračovaly izraelské akce na jihu, během kterých byl obsazen i Aríš na Sinaji a výšiny nad městem Rafah. Během útoku na Sinaj při pronásledování egyptských vojsk se Egypt ocitl ve vážné vnitropolitické krizi a zemi hrozila občanská válka. Navíc Velká Británie, ve které tou dobou panovaly silné protižidovské a protiizraelské nálady, cítila potřebu splnit dohodu s Egyptem z roku 1936 a pomoci Egyptu vojensky při útoku zvenčí. Velká Británie vydala ultimátum a v lednu byly izraelské jednotky staženy jak ze Sinaje, tak i z výšiny u Rafahu (čímž vznikl pruh země později označený jako pásmo Gazy) a umožnily zbytkům čtvrté egyptské brigády odchod domů.

## Jednání o příměří
Na začátku ledna byly zahájeny rozhovory s Egyptem o příměří na ostrově Rhodos. 24. února 1949 Egypt uzavřel příměří s Izraelem, 23. března Libanon poté, co Izraelci vyklidili čtrnáct obsazených libanonských vesnic a vrátili se zpět na mezinárodní hranici, 3. dubna Jordánsko. Až 20. července podepsala dohodu o příměří Sýrie. Důvod byl ten, že Sýrie jako jediná držela část území, které podle plánu OSN náleželo Izraeli. Nakonec dohoda zněla tak, že se Sýrie stáhne zpět na mezinárodní hranici, ale území, které obsadila (východní břeh Genezaretského jezera) zůstane demilitarizovanou zónou. Po následujících 18 let se toto území mělo stát terčem pro syrská děla a dějištěm mnoha izraelsko-syrských potyček.

## Výsledky války
Izraeli připadlo 12 800 km² území, což je o 21 % více, než mu bylo přiděleno v původním plánu OSN, a západní část Jeruzaléma. Západní břeh Jordánu a východní Jeruzalém si ponechalo Jordánsko a pásmo Gazy zůstalo nadále obsazeno Egyptem. Izraeli zůstal přístup do enklávy na hoře Scopus a oficiálně i na hřbitov na Olivetské hoře. Ochrana a dostupnost svatých míst ovšem nebyla zaručena. Židé měli přístup do Starého města zakázán až do roku 1967. I přes počáteční optimismus nakonec arabské státy jednohlasně přijaly „doktrínu tří ne“ – ne jednání s Izraelem, ne uznání Izraele a ne míru s Izraelem.

### Demografické změny
Z území Izraele uprchly statisíce arabských obyvatel. Odhady se pohybují mezi 500-800 tisíci lidí. Tito byli internováni v uprchlických táborech v Libanonu, Sýrii, Egyptě a Jordánsku, kde žili ve velké bídě a dodnes nejsou jejich potomkům přiznána stejná práva, jako ostatním obyvatelům. V Libanonu byli uprchlíci drženi stranou od ostatního obyvatelstva z obavy z vychýlení rovnováhy mezi křesťany, šíity a sunnity. Egypt záhy po podepsání příměří Gazu uzavřel a uprchlíky na své vlastní území ve většině případů nevpustil. Celopalestinská vláda se sídlem v Gaze byla po pokusu získat větší autonomii egyptskými orgány rozehnána. Arabské státy velmi často uprchlíky zneužívají jako diplomatickou kartu pro ideologický boj proti Izraeli.
Během období od roku 1948 až do druhé poloviny 50. let uprchlo z území arabských států do Izraele z důvodu protižidovské nenávisti zhruba 500-600 tisíc Židů. Tito lidé byli po počátečních obtížích a pobytu v uprchlických táborech (ma'abarot) plně integrováni do nového státu. Dnes tvoří potomci těchto severoafrických a východních Židů (Mizrachi a Sefardi) těsnou většinu židovského obyvatelstva v Izraeli.